# The Magic Circle
The Magic Circle – brytyjska organizacja, założona w Londynie w 1905 roku, której celem jest promowanie i rozwój sztuki iluzji.